# Estação Mejdunarodnaia (metrô de São Petersburgo)
Mejdunarodnaia (em russo:  Международная) é a estação terminal da linha Frunzensko-Primorskaia (Linha 5) do metro de São Petersburgo, no sentido norte.